# Arenas Gordas

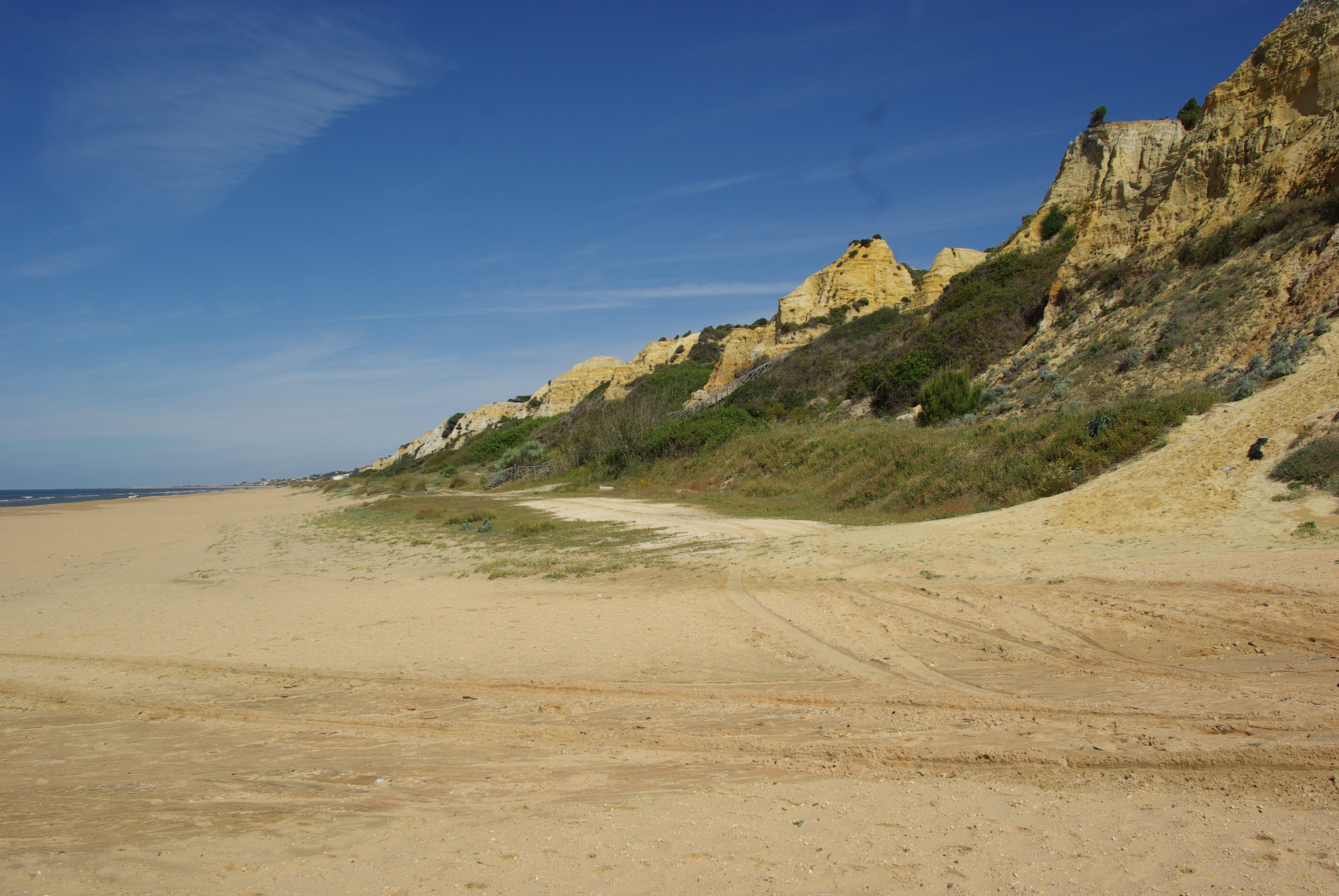
Vista barrancos arenosos costeros en Mazagón.

Las Arenas Gordas es el nombre que se le da a un territorio costero español situado en la provincia de Huelva, en la comunidad autónoma de Andalucía. Se trata de una franja costera que discurre desde Huelva hasta Almonte, comenzando en el paraje denominado Chozas de la Morla (entre la Punta del Picacho (en Mazagón) y la Torre del Río de Oro) y terminando en la Punta de Malandar, en la margen derecha del estuario del Guadalquivir, junto a la Reserva de pesca de la desembocadura del Guadalquivir y frente a la playa de Sanlúcar de Barrameda. 
Arenas Gordas es una extensa sucesión de playas, médanos y cadenas de dunas. La mayor parte de este territorio está integrado en el espacio natural de Doñana, aunque en medio del mismo se construyó en la segunda mitad del siglo XX la urbanización turística de Matalascañas. Sus playas son la del Arenosillo, Mata del Difunto, Matalascañas, Castilla, Inglesito y Malandar, destacando entre sus dunas el Cerro del Trigo y Cerro de los Ánsares. A lo largo de la costa hay varias torres almenaras construidas durante el reinado de Felipe II, que son la Torre del Asperillo, del Oro, de la Higuera, de la Carbonera y Zalabar. Hay constancia de numerosos naufragios frente a sus costas.
- Datos: Q5703497